# M/S Marco Polo (1993)
För kryssningsfartyget, se M/S Marco Polo (1964)
M/S Marco Polo är ett ropaxfartyg som seglas av TT-Line under cyproitisk flagg.
M/S Marco Polo byggdes 1993 som Via Ionio på Van der Giessen-De Noord i Krimpen aan den IJssel i Nederländerna för det italienska rederiet Viamare di Navigazione och chartrades direkt ut till TT-Line för att trafikera rutten Travemünde–Trelleborg. Från sommaren 1993 seglade hon för ägaren mellan Genua och Palermo, innan hon 1994 såldes till Adriatica di Navigazione och därefter gick som Espresso Ravenna mellan Ravenna och Catania. År 2017 köptes hon av Compagnia Italiana Di Navigaz och döptes om till Barbara Krahulik.
År 2019 övertogs hon av TT-Line. Hon renoverades och byggdes om, varefter hon som Marco Polo sattes i trafik på Östersjön.

## Grundstötningen 2023
Se även: Grundstötningen av M/S Marco Polo
På morgonen den 22 oktober 2023 grundstötte Marco Polo strax söder om Karlshamn på grundet Plantbåden. Grundstötningen var så pass kraftig att det gick hål i skrovet och olja läckte ut och drev mot Pukaviksbukten. 75 personer fick evakueras av bland annat Sjöräddningssällskapet. 
Den 29 oktober 2023 gick M/S Marco Polo på grund igen efter att ha lossnat och drivit ca 1 kilometer 